# Prochaines élections législatives sud-soudanaises
Les prochaines élections législatives sud-soudanaises devraient se dérouler le 22 décembre 2026.

## Contexte
Le scrutin était normalement prévu en 2015,, mais est reporté en février 2015 à 2017,,, puis en mars 2015 à 2018 en raison de la guerre civile. En avril 2016, s'ouvre une période de transition de deux ans et demi (30 mois). Le 13 juillet 2018, le Parlement adopte à l'unanimité une loi prorogeant son mandat de trois ans supplémentaires, jusqu'en 2021, .
En 2020, après la signature d'un nouvel accord de paix, une période de transition de trois ans est mise en place.